# Nedim Remili
Pour les articles homonymes, voir Remili.
Nedim Remili, né le 18 juillet 1995 à Créteil, est un joueur de handball international français évoluant au poste d'arrière droit au Veszprém KSE. International français depuis 2016, il a notamment remporté les trois principales compétitions internationales puisqu'il est champion du monde en 2017, champion olympique en 2021 et champion d'Europe en 2024, étant par ailleurs à chaque fois élu dans l'équipe-type de la compétition.
En club, il est formé puis devient professionnel à l'US Créteil, club dirigé par son père Kamel Remili. Il est ensuite recruté au Paris Saint-Germain où il remporte de nombreux titres. En 2022, il prend la direction du KS Kielce mais le club polonais étant en proie à des difficultés financières, son contrat est racheté dès février 2023 par le club hongrois du Veszprém KSE.

## Biographie

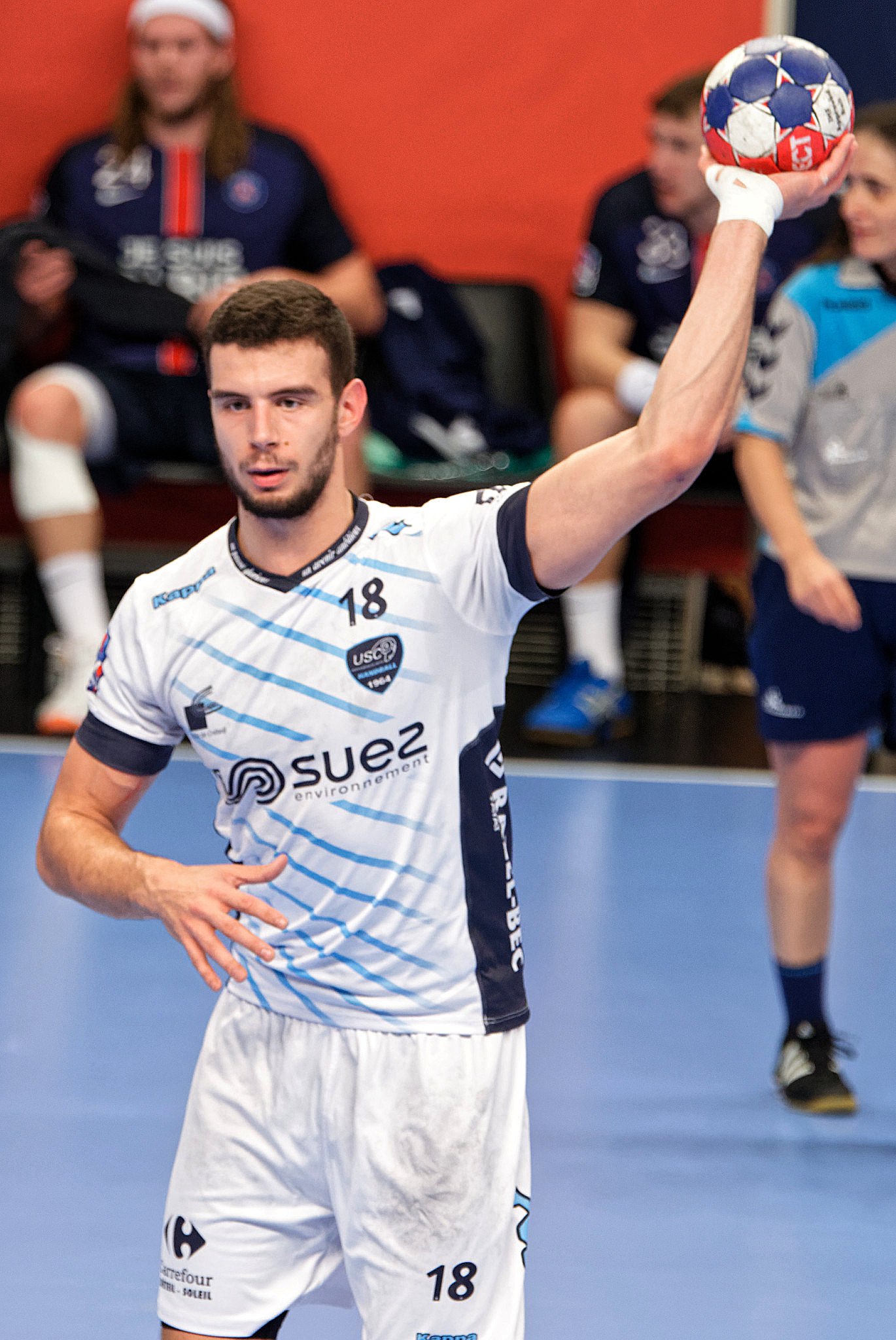
Remili avec l'US Créteil en 2015.

Fils de Kamel Remili, ancien joueur et actuel directeur général de l'US Créteil, c'est dans ce même club de l'US Créteil que Nedim Remili commence le handball à 10 ans, puis intègre le centre de formation et se fait rapidement remarquer par ses qualités au point d'être considéré comme un potentiel arrière droit de l'équipe de France. Intéressant de nombreux clubs français et étrangers, il décide de rester à Créteil où il signe son premier contrat professionnel en 2013.

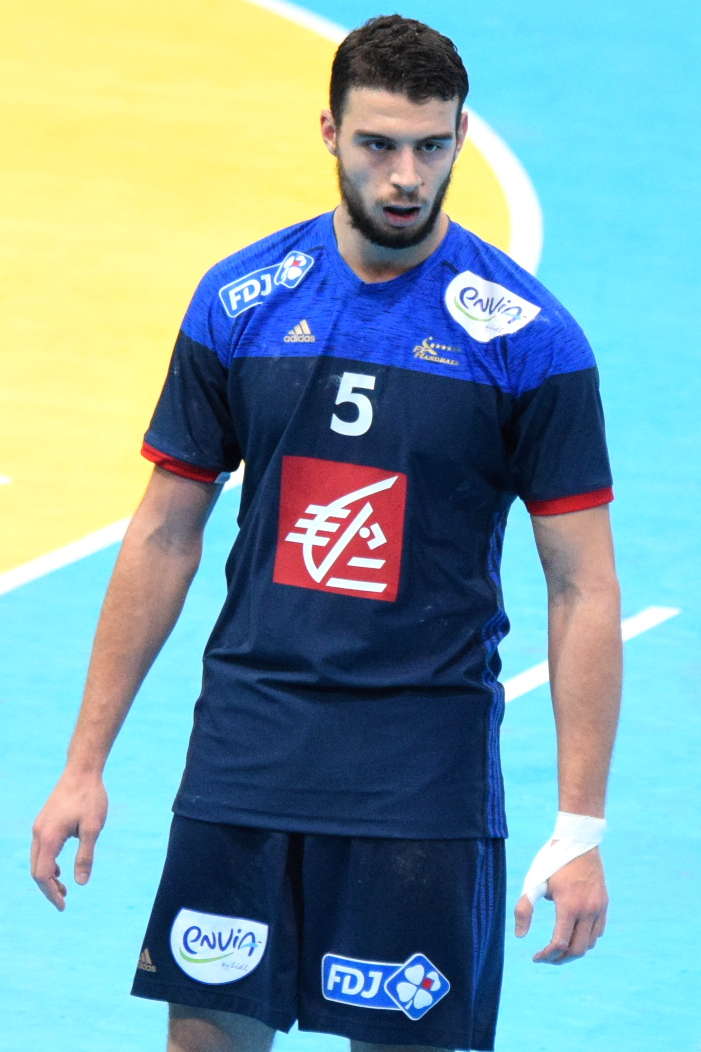
Remili sous le maillot de l'équipe de France en 2016.

Après une année 2015 perturbée par les blessures, il réalise d'excellentes performances en fin d'année au point d'être élu meilleur joueur du mois de décembre 2015 en Championnat de France 2015-2016, de participer au Hand Star Game et enfin de participer à la préparation de l'équipe de France pour Championnat d'Europe 2016. Ainsi, début 2016, il connait ses premières sélections en équipe de France A puis est sélectionné dans l'effectif qui participe au Championnat d'Europe 2016.

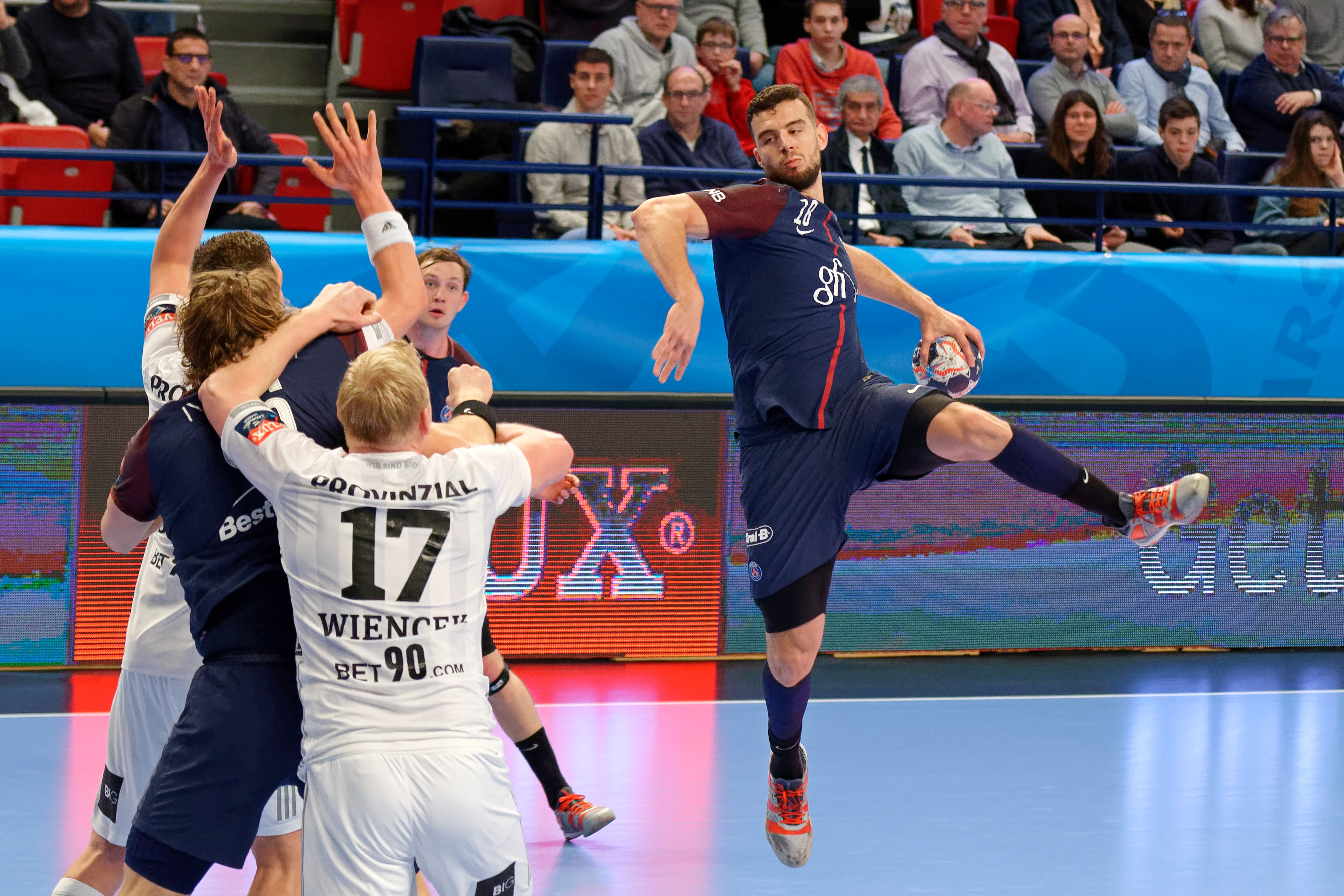
Remili au tir avec le PSG face au THW Kiel en 2018.

À l'été 2016, il rejoint Paris Saint-Germain, où il remporte son premier trophée, le Trophée des champions, puis dispute ses premiers matchs en Ligue des champions. Il confirme alors ses bonnes performances et est ainsi sélectionné en équipe de France pour le Championnat du monde 2017 disputé à domicile et remporte face à la Norvège un premier titre et une première distinction internationale puisqu'il est élu meilleur arrière droit de la compétition.
En juin 2021, le club polonais KS Kielce officialise sa venue pour 4 ans en compagnie de Benoît Kounkoud à l'intersaison 2022.
Il dispute ensuite ses premiers Jeux olympiques, décalés d'un an à cause de la pandémie de Covid-19. Sa polyvalence permet à Guillaume Gille de placer Remili sur un poste de demi-centre et ce avec succès puisqu'il devient champion olympique et, à titre individuel, est élu meilleur demi-centre de la compétition.
Au Championnat du monde 2023, Remili est à nouveau principalement positionné au poste de demi-centre et joue un rôle central dans le parcours de l'équipe de France qui ne s'incline qu'en finale face au Danemark. Il est ainsi pour la troisième fois élu dans l'équipe-type d'une compétition internationale.
A son retour à Kielce, le club polonais est en proie à de sévères soucis financiers à la suite de la perte de son sponsor principal et choisit de revendre le contrat de Remili qui rejoint alors en février 2023 le club hongrois du Veszprém KSE jusqu'en 2026 afin de notamment combler la blessure de l'Égyptien Yahia Omar.
Au championnat d'Europe 2024, il joue un rôle décisif dans le quatrième titre remporté par l'équipe de France, étant d'ailleurs élu meilleur joueur de la compétition.

## Palmarès

### En club
Compétitions internationales
- Ligue des champions
  - Finaliste en 2017
  - 3e place en 2018, 2020 et 2021
- Coupe du monde des clubs
  - Vainqueur en 2024
  - Finaliste en 2016

Compétitions nationales
- Vainqueur du Championnat de Hongrie (2) : 2023, 2024
- Vainqueur de la Coupe de Hongrie (2) : 2023, 2024
- Vainqueur du Championnat de France (6) : 2017, 2018, 2019, 2020, 2021, 2022
- Vainqueur de la Coupe de France (3) : 2018, 2021, 2022
- Vainqueur de la Coupe de la Ligue française (3) : 2017, 2018, 2019
- Vainqueur du Trophée des champions (2) : 2016, 2019
- Vainqueur du Championnat de France de Division 2 (1) : 2014

### En équipe nationale
Nedim Remili connait sa première sélection en Équipe de France le 7 janvier 2016 lors de la Golden League contre la Norvège.
Jeux olympiques
- Médaille d'or aux Jeux olympiques de 2020 à Tokyo
- 8e place aux Jeux olympiques de 2024 à Paris

Championnat du monde
- Médaille d'or au championnat du monde 2017 en France
- Médaille de bronze au championnat du monde 2019 en Allemagne et au Danemark
- 4e place au championnat du monde 2021 en Égypte
- Médaille d'argent au championnat du monde 2023 en Suède et Pologne
- Médaille de bronze au championnat du monde 2025 en Norvège, en Croatie,et au Danemark

Championnat d'Europe
- 5e place au championnat d'Europe 2016 en Pologne
- Médaille de bronze au championnat d'Europe 2018 en Croatie
- 14e place au championnat d'Europe 2020 en Suède, Autriche et Norvège
- Médaille d'or au championnat d'Europe 2024 en Allemagne

### Distinctions individuelles

#### En club
- Élu meilleur espoir de la Ligue des champions 2017
- Élu meilleur arrière droit du Championnat de France 2015-2016[14] et du Championnat de France 2019-2020
- Élu meilleur espoir du Championnat de France 2015-2016[14]
- Élu meilleur joueur du mois de décembre 2015 en Championnat de France 2015-2016[8]

#### En sélection nationale
- Élu meilleur arrière droit du Championnat du monde 2017
- Élu meilleur demi-centre des Jeux olympiques 2020
- Élu meilleur demi-centre du Championnat du monde 2023
- Élu meilleur joueur du Championnat d'Europe 2024
- Meilleur passeur du Championnat d'Europe 2024

### Décorations
- Chevalier de la Légion d'honneur (2021)[15]